# Die Tageszeitung
|  | No s'ha de confondre amb Taz. |

die tageszeitung, sovint citat com a die taz és un diari d'esquerres d'Alemanya, publicat a Berlín. Va ser fundat el 1978. En la declaració de principis s'ha declarat a contracorrent de l'opinió dominant (en alemany Gegenöffentlichkeit). Vol donar l'atenció a temes, problemes o grups socials desatesos per la premsa dels corrents majoritaris. És un de les cinc diaris supraregionals d'Alemanya.